# Румински, Сезар
Жа́н-Се́зар Руми́нски (фр. Jean-César Ruminski; 13 июня 1924, Вазье — 14 мая 2009, Лизьё) — французский футболист, игравший на позиции вратаря. Участник чемпионата мира 1954 года.

## Биография

### Клубная карьера
Румински в течение четырёх сезонов играл за «Реймс».
В 1946 году перешёл в «Дуэ», в котором играл один сезон и перешёл в «Гавр». В составе «Гавра» он отыграл пять сезонов, став основным вратарём этой команды, с которой в 1951 году стал вице-чемпионом страны.
Покинув «Гавр», в течение трёх сезонов играл за «Лилль», в составе которого в 1953 году выиграл Кубок Франции, а в 1954 году завоевал чемпионский титул. В этом же клубе завершил карьеру в возрасте 31 года.

### Карьера в сборной
В составе сборной Франции был в заявке на чемпионате мира 1954 года, но на турнире на поле так и не вышел. Всего за сборную Франции сыграл 7 матчей.

### Смерть
Скончался 14 мая 2009 года в Лизьё за месяц до своего 85-летия.

## Достижения
«Лилль»
- Чемпион Франции (1): 1953/54
- Обладатель Кубка Франции (1): 1952/1953